# Temporada 2015 de la NASCAR Sprint Cup Series

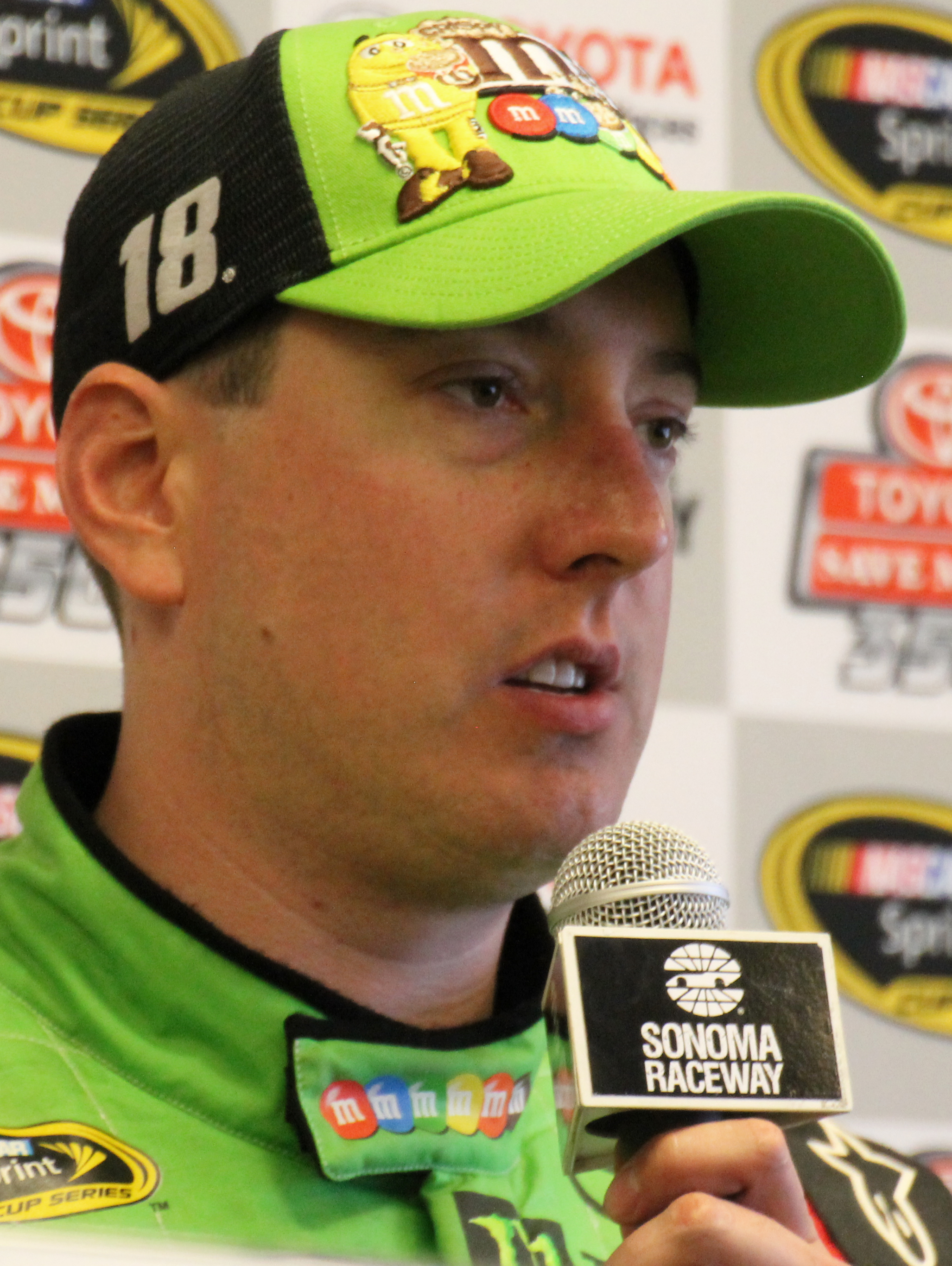
Kyle Busch, campeón de la Copa NASCAR.

La temporada 2015 de la NASCAR Sprint Cup Series fue la número 67 de la categoría más importante de carreras de "stock cars" (coches de serie) en los Estados Unidos. La temporada comenzó en Daytona International Speedway, con la Sprint Unlimited, seguido por las 500 Millas de Daytona y terminó con la Ford EcoBoost 400 en Homestead-Miami Speedway.

## Pilotos y equipos confirmados
Leyenda
(R): Pilotos candidatos para lograr el premio Novato del Año de la categoría.

### Tiempo completo
| Marca                     | Equipo                                                                | N.º | Piloto                  | Jefe de equipo                                                                          |
| ------------------------- | --------------------------------------------------------------------- | --- | ----------------------- | --------------------------------------------------------------------------------------- |
| Chevrolet                 | Chip Ganassi Racing                                                   | 1   | Jamie McMurray          | Matt McCall                                                                             |
| Chevrolet                 | Chip Ganassi Racing                                                   | 42  | Kyle Larson             | Chris Heroy                                                                             |
| Chevrolet                 | Chip Ganassi Racing                                                   | 42  | Regan Smith1            | Chris Heroy                                                                             |
| Chevrolet                 | Furniture Row Racing                                                  | 78  | Martin Truex Jr.        | Cole Pearn                                                                              |
| Chevrolet                 | Germain Racing                                                        | 13  | Casey Mears             | Bootie Barker                                                                           |
| Chevrolet                 | Hendrick Motorsports                                                  | 5   | Kasey Kahne             | Keith Rodden                                                                            |
| Chevrolet                 | Hendrick Motorsports                                                  | 24  | Jeff Gordon             | Alan Gustafson                                                                          |
| Chevrolet                 | Hendrick Motorsports                                                  | 48  | Jimmie Johnson          | Chad Knaus                                                                              |
| Chevrolet                 | Hendrick Motorsports                                                  | 88  | Dale Earnhardt Jr..     | Greg Ives                                                                               |
| Chevrolet                 | HScott Motorsports                                                    | 46  | Michael Annett          | Jay Guy                                                                                 |
| Chevrolet                 | HScott Motorsports                                                    | 51  | Justin Allgaier         | Steve Addington                                                                         |
| Chevrolet                 | JTG Daugherty Racing                                                  | 47  | AJ Allmendinger         | Brian Burns                                                                             |
| Chevrolet                 | Richard Childress Racing                                              | 3   | Austin Dillon           | Gil Martin                                                                              |
| Chevrolet                 | Richard Childress Racing                                              | 27  | Paul Menard             | Justin Alexander                                                                        |
| Chevrolet                 | Richard Childress Racing                                              | 31  | Ryan Newman             | Luke Lambert                                                                            |
| Chevrolet                 | Richard Childress Racing                                              | 33  | Jimmy Vasser5           | Todd Parrott 4 Mike Chance 1 Slugger Labbe 6 Pat Tryson 6 Gil Martin 3 Paul Clapprood 7 |
| Chevrolet                 | Richard Childress Racing                                              | 33  | Brian Scott 10          | Todd Parrott 4 Mike Chance 1 Slugger Labbe 6 Pat Tryson 6 Gil Martin 3 Paul Clapprood 7 |
| Chevrolet                 | HScott Motorsports                                                    | 33  | Michael Annett1         | Todd Parrott 4 Mike Chance 1 Slugger Labbe 6 Pat Tryson 6 Gil Martin 3 Paul Clapprood 7 |
| Chevrolet                 | Hillman-Circle Sport LLC                                              | 33  | Alex Kennedy (R) 12     | Todd Parrott 4 Mike Chance 1 Slugger Labbe 6 Pat Tryson 6 Gil Martin 3 Paul Clapprood 7 |
| Chevrolet                 | Hillman-Circle Sport LLC                                              | 33  | Derek White 1           | Todd Parrott 4 Mike Chance 1 Slugger Labbe 6 Pat Tryson 6 Gil Martin 3 Paul Clapprood 7 |
| Chevrolet                 | Hillman-Circle Sport LLC                                              | 33  | Travis Kvapil 2         | Todd Parrott 4 Mike Chance 1 Slugger Labbe 6 Pat Tryson 6 Gil Martin 3 Paul Clapprood 7 |
| Chevrolet                 | Hillman-Circle Sport LLC                                              | 33  | Mike Bliss 2            | Todd Parrott 4 Mike Chance 1 Slugger Labbe 6 Pat Tryson 6 Gil Martin 3 Paul Clapprood 7 |
| Chevrolet                 | Hillman-Circle Sport LLC                                              | 33  | B. J. McLeod 1          | Todd Parrott 4 Mike Chance 1 Slugger Labbe 6 Pat Tryson 6 Gil Martin 3 Paul Clapprood 7 |
| Chevrolet                 | Hillman-Circle Sport LLC                                              | 33  | Ryan Ellis 1            | Todd Parrott 4 Mike Chance 1 Slugger Labbe 6 Pat Tryson 6 Gil Martin 3 Paul Clapprood 7 |
| Chevrolet                 | Hillman-Circle Sport LLC                                              | 40  | Landon Cassill          | Mark Hillman                                                                            |
| Chevrolet                 | Stewart-Haas Racing                                                   | 4   | Kevin Harvick           | Rodney Childers                                                                         |
| Chevrolet                 | Stewart-Haas Racing                                                   | 10  | Danica Patrick          | Daniel Knost                                                                            |
| Chevrolet                 | Stewart-Haas Racing                                                   | 14  | Tony Stewart            | Chad Johnston                                                                           |
| Chevrolet                 | Stewart-Haas Racing                                                   | 41  | Regan Smith3            | Tony Gibson                                                                             |
| Chevrolet                 | Stewart-Haas Racing                                                   | 41  | Kurt Busch 33           | Tony Gibson                                                                             |
| Chevrolet                 | Tommy Baldwin Racing                                                  | 7   | Alex Bowman             | Kevin Manion                                                                            |
| Ford                      | Front Row Motorsports                                                 | 34  | David Ragan1            | Derrick Finley                                                                          |
| Ford                      | Front Row Motorsports                                                 | 34  | Joe Nemechek1           | Derrick Finley                                                                          |
| Ford                      | Front Row Motorsports                                                 | 34  | Brett Moffitt (R) 26    | Derrick Finley                                                                          |
| Ford                      | Front Row Motorsports                                                 | 34  | Chris Buescher6         | Derrick Finley                                                                          |
| Ford                      | Front Row Motorsports                                                 | 34  | Reed Sorenson1          | Derrick Finley                                                                          |
| Ford                      | Front Row Motorsports                                                 | 34  | Justin Marks 1          | Derrick Finley                                                                          |
| Ford                      | Front Row Motorsports                                                 | 34  | Josh Wise 1             | Derrick Finley                                                                          |
| Ford                      | Front Row Motorsports                                                 | 35  | Cole Whitt              | Randy Cox                                                                               |
| Ford                      | Front Row Motorsports                                                 | 38  | David Gilliland         | Donnie Wingo                                                                            |
| Ford                      | Go FAS Racing                                                         | 32  | Bobby Labonte4          | Frank Stoddard                                                                          |
| Ford                      | Go FAS Racing                                                         | 32  | Mike Bliss10            | Clinton Cram                                                                            |
| Ford                      | Go FAS Racing                                                         | 32  | Joey Gase4              | Clinton Cram                                                                            |
| Ford                      | Go FAS Racing                                                         | 32  | Boris Said2             | Clinton Cram                                                                            |
| Ford                      | Go FAS Racing                                                         | 32  | Travis Kvapil 2         | Clinton Cram                                                                            |
| Ford                      | Go FAS Racing                                                         | 32  | Will Kimmel 2           | Clinton Cram                                                                            |
| Ford                      | Go FAS Racing                                                         | 32  | Eddie MacDonald 1       | Clinton Cram                                                                            |
| Ford                      | Go FAS Racing                                                         | 32  | Josh Wise 8             | Clinton Cram                                                                            |
| Ford                      | Go FAS Racing                                                         | 32  | Jeffrey Earnhardt 2     | Clinton Cram                                                                            |
| Ford                      | Go FAS Racing                                                         | 32  | Kyle Fowler 1           | Clinton Cram                                                                            |
| Ford                      | Richard Petty Motorsports                                             | 9   | Sam Hornish, Jr.        | Drew Blickensderfer                                                                     |
| Ford                      | Richard Petty Motorsports                                             | 43  | Aric Almirola           | Trent Owens                                                                             |
| Ford                      | Roush Fenway Racing                                                   | 6   | Trevor Bayne            | Bob Osborne                                                                             |
| Ford                      | Roush Fenway Racing                                                   | 16  | Greg Biffle             | Matt Puccia                                                                             |
| Ford                      | Roush Fenway Racing                                                   | 17  | Ricky Stenhouse, Jr.    | Nick Sandler                                                                            |
| Ford                      | Team Penske                                                           | 2   | Brad Keselowski         | Paul Wolfe                                                                              |
| Ford                      | Team Penske                                                           | 22  | Joey Logano             | Todd Gordon                                                                             |
| Toyota                    | BK Racing                                                             | 23  | J. J. Yeley 24          | Joe Williams                                                                            |
| Toyota                    | BK Racing                                                             | 23  | Jeb Burton 13 (R)       | Joe Williams                                                                            |
| Toyota                    | BK Racing                                                             | 26  | Jeb Burton (R) 24       | Patrick Donahue24 Joe Williams 12                                                       |
| Toyota                    | BK Racing                                                             | 26  | J. J. Yeley 5           | Patrick Donahue24 Joe Williams 12                                                       |
| Toyota                    | BK Racing                                                             | 26  | Josh Wise 1             | Patrick Donahue24 Joe Williams 12                                                       |
| Toyota                    | BK Racing                                                             | 83  | Johnny Sauter1          | Doug Richert                                                                            |
| Toyota                    | BK Racing                                                             | 83  | Matt DiBenedetto (R) 35 | Doug Richert                                                                            |
| Toyota                    | Joe Gibbs Racing                                                      | 11  | Denny Hamlin            | Dave Rogers                                                                             |
| Toyota                    | Joe Gibbs Racing                                                      | 18  | Kyle Busch25            | Adam Stevens                                                                            |
| Toyota                    | Joe Gibbs Racing                                                      | 18  | Matt Crafton1           | Adam Stevens                                                                            |
| Toyota                    | Joe Gibbs Racing                                                      | 18  | David Ragan9            | Adam Stevens                                                                            |
| Toyota                    | Joe Gibbs Racing                                                      | 18  | Erik Jones1             | Adam Stevens                                                                            |
| Toyota                    | Joe Gibbs Racing                                                      | 19  | Carl Edwards            | Darian Grubb                                                                            |
| Toyota                    | Joe Gibbs Racing                                                      | 20  | Matt Kenseth            | Jason Ratcliff                                                                          |
| Toyota                    | Joe Gibbs Racing                                                      | 20  | Erik Jones 2            | Jason Ratcliff                                                                          |
| Toyota                    | Michael Waltrip Racing                                                | 15  | Clint Bowyer            | Brian Pattie 14 Billy Scott 22                                                          |
| Toyota                    | Michael Waltrip Racing                                                | 55  | Michael Waltrip2        | Billy Scott 14 Brian Pattie 22                                                          |
| Toyota                    | Michael Waltrip Racing                                                | 55  | Brett Moffitt (R) 6     | Billy Scott 14 Brian Pattie 22                                                          |
| Toyota                    | Michael Waltrip Racing                                                | 55  | Brian Vickers2          | Billy Scott 14 Brian Pattie 22                                                          |
| Toyota                    | Michael Waltrip Racing                                                | 55  | David Ragan26           | Billy Scott 14 Brian Pattie 22                                                          |
| Chevrolet6 Ford27 Toyota1 | Phil Parsons Racing 11 Premium Motorsports 25 Michael Waltrip Racing1 | 98  | Josh Wise 18            | Gene Nead 22 Scott Eggleston 4                                                          |
| Chevrolet6 Ford27 Toyota1 | Phil Parsons Racing 11 Premium Motorsports 25 Michael Waltrip Racing1 | 98  | Timmy Hill 6            | Gene Nead 22 Scott Eggleston 4                                                          |
| Chevrolet6 Ford27 Toyota1 | Phil Parsons Racing 11 Premium Motorsports 25 Michael Waltrip Racing1 | 98  | Reed Sorenson 4         | Gene Nead 22 Scott Eggleston 4                                                          |
| Chevrolet6 Ford27 Toyota1 | Phil Parsons Racing 11 Premium Motorsports 25 Michael Waltrip Racing1 | 98  | T. J. Bell 1            | Gene Nead 22 Scott Eggleston 4                                                          |
| Chevrolet6 Ford27 Toyota1 | Phil Parsons Racing 11 Premium Motorsports 25 Michael Waltrip Racing1 | 98  | Ryan Preece 5           | Gene Nead 22 Scott Eggleston 4                                                          |
| Chevrolet6 Ford27 Toyota1 | Phil Parsons Racing 11 Premium Motorsports 25 Michael Waltrip Racing1 | 98  | Michael Waltrip 1       | Gene Nead 22 Scott Eggleston 4                                                          |
| Chevrolet28 Ford6         | Premium Motorsports                                                   | 62  | Brian Scott 1           | Slugger Labbe 1 Zach McGowan 7 Scott Eggleston 15 Wayne Carroll 4                       |
| Chevrolet28 Ford6         | Premium Motorsports                                                   | 62  | Brendan Gaughan 16      | Slugger Labbe 1 Zach McGowan 7 Scott Eggleston 15 Wayne Carroll 4                       |
| Chevrolet28 Ford6         | Premium Motorsports                                                   | 62  | Reed Sorenson 8         | Slugger Labbe 1 Zach McGowan 7 Scott Eggleston 15 Wayne Carroll 4                       |
| Chevrolet28 Ford6         | Premium Motorsports                                                   | 62  | Timmy Hill 10           | Slugger Labbe 1 Zach McGowan 7 Scott Eggleston 15 Wayne Carroll 4                       |
| Chevrolet28 Ford6         | Premium Motorsports                                                   | 62  | T. J. Bell 1            | Slugger Labbe 1 Zach McGowan 7 Scott Eggleston 15 Wayne Carroll 4                       |

### Tiempo parcial
| Marca            | Equipo                   | N.º | Piloto            | Jefe de equipo           | Fecha(s) |
| ---------------- | ------------------------ | --- | ----------------- | ------------------------ | -------- |
| Chevrolet        | Hendrick Motorsports     | 25  | Chase Elliott     | Kenny Francis            | 5        |
| Chevrolet        | Hillman-Circle Sport LLC | 39  | Travis Kvapil     | Mike Chance              | 2        |
| Chevrolet        | Team XTREME Racing       | 44  | Reed Sorenson     | John Monsam              | 1        |
| Chevrolet        | Team XTREME Racing       | 44  | Travis Kvapil     | Peter Sospenzo           | 3        |
| Chevrolet        | The Motorsports Group    | 30  | Ron Hornaday, Jr. | Pat Tryson 3 Dave Fuge 2 | 4        |
| Chevrolet        | The Motorsports Group    | 30  | Jeff Green        | Pat Tryson 3 Dave Fuge 2 | 3        |
| Chevrolet        | The Motorsports Group    | 30  | Travis Kvapil     | Pat Tryson 3 Dave Fuge 2 | 5        |
| Chevrolet        | The Motorsports Group    | 30  | Josh Wise         | Pat Tryson 3 Dave Fuge 2 | 1        |
| Ford             | Leavine Family Racing    | 95  | Michael McDowell  | Wally Rogers             | 20       |
| Ford             | Wood Brothers Racing     | 21  | Ryan Blaney       | Jeremy Bullins           | 18       |
| Toyota           | RAB Racing               | 29  | Justin Marks      | Matt Lucas               | 1        |
| Toyota           | RAB Racing               | 29  | Reed Sorenson     | Matt Lucas               | 3        |
| Chevrolet Toyota | Premium Motorsports      | 66  | Mike Wallace      | Scott Eggleston          | 3        |
| Chevrolet Toyota | Premium Motorsports      | 66  | Tanner Berryhill  | Scott Eggleston          | 1        |

### Cambios en los pilotos
- Trevor Bayne correrá en la Copa NASCAR como piloto titular, corriendo el auto N.º 6 de Roush Fenway Racing. Aunque 2015 es la primera temporada en donde Bayne declaró su elegibilidad para sumar puntos en la Copa, el ente NASCAR dictaminó que no se podrá postularse para el premio del Novato del Año debido a que disputó muchas carreras en la categoría.
- Ryan Blaney correrá un calendario parcial para Wood Brothers Racing, reemplazando a Bayne.
- Marcos Ambrose se fue de Richard Petty Motorsports para retornar a la competencia de los V8 Supercars en Australia, donde fue campeón en 2003 y 2004. Sam Hornish, Jr. reemplazará a Ambrose en el auton N.º 9.
- Joe Gibbs Racing se convirtió en un equipo de cuatro autos con la incorporación de Carl Edwards en el Toyota N.º 19.
- Brian Vickers se perderá los primeras dos carreras de la temporada debido a sus problemas de salud. Michael Waltrip correrá las 500 Millas de Daytona y Brett Moffitt en Atlanta. Sin embargo, el regreso de Vickers a NASCAR no duró mucho tiempo y fue descartado debido a que le detectaron más coágulos de sangre después de competir en dos carreras. Moffitt se hizo cargo de Toyota N.º 55 y declaró su candidatura para el Novato del Año. Waltrip condujo el auto en Talladega, con David Ragan corriendo el 55 por el resto de la temporada a partir de Kansas.
- Cole Whitt pasó al equipo Front Row Motorsports, para conducir el Ford N.º 35 Ford, después de pilotar el auto N.º 26 de BK Racing en 2014.
- Bobby Labonte reemplaza a su hermano mayor Terry Labonte en las cuatro carreras en pistas con restrictores para Go FAS Racing.
- Michael Annett pasa, de Tommy Baldwin Racing al HScott Motorsports, en el segundo coche del equipo.
- Alex Bowman es contratado por Tommy Baldwin Racing.
- Después de su paso por la NASCAR Truck Series, Jeb Burton correrá de forma regular en el auto N.º 26 de BK Racing.
- Chase Elliott correrá un puñado de carreras para Hendrick Motorsports, conduciendo el Chevrolet N.º 25.
- J. J. Yeley regresa a la Copa NASCAR de forma regular, pilotando para el equipo BK Racing.
- Reed Sorenson dejó Tommy Baldwin Racing para unirse a Team XTREME Racing.
- Matt DiBenedetto asciende a la Copa NASCAR corriendo un calendario parcial en el auto N.º 83 de BK Racing.
- Kurt Busch ha sido suspendido indenfinidamente por NASCAR por ser acusado de un caso de violencia doméstica contra su expareja, y fue reemplazado por Regan Smith en las primeras tres fechas de la temporada.[42] Pero, el 11 de marzo, NASCAR levantó la sanción a Kurt, luego de que éste no recibiera cargos penales en su contra por las supuestas acusaciones de violencia doméstica. De esta forma, Kurt fue a la competición.[43]
- Kyle Busch, piloto del Toyota N.º 18 para Joe Gibbs Racing, sufrió una fractura en la pierna derecha y del pie izquierdo durante la primera fecha de la NASCAR Xfinity Series, a un día de las 500 Millas de Daytona, y se perdió las primeras 11 carreras de la temporada. Matt Crafton fue nombrado su sustituto para la Daytona 500,[44] con David Ragan anunciado como piloto interino del equipo de la carrera de Atlanta hasta Talladega.[45] Erik Jones lo reemplazó solamente en Kansas.

### Cambios en los equipos
- The Motorsports Group, un equipo que en los últimos años se desempeñaba en la NASCAR Xfinity Series, anunciaron que pondrán en pista una Chevrolet para Ron Hornaday, Jr.
- HScott Motorsports se expande a un equipo de dos coches después de que Michael Annett dejó TBR.
- El exsocio de Identity Ventures, Jay Robinson formó su equipo nuevo llamado Premium Motorsports. El equipo alineará un Toyota N.º 66 para Mike Wallace, y un Chevrolet N.º 62 para Brian Scott y Brendan Gaughan.
- NEMCO Motorsports retornará de forma parcial en 2015 con una Chevrolet para Joe Nemechek.
- Después de una temporada de estar con la marca Chevrolet, Phil Parsons Racing cambia a Ford.

## Calendario
El calendario definitivo de la temporada 2015 se publicó el 26 de agosto de 2014, que consta de 36 carreras, así como las dos carreras de exhibición. El calendario también incluye dos duelos Budweiser, que son las carreras de clasificación para la 500 Millas de Daytona.
Hubo cambios importantes en el calendario:
- La Bojangles' Southern 500 (500 Millas Sureñas) de Darlington Raceway vuelve al fin de semana del Labor Day después de once años.
- La carrera en el Atlanta pasa a ser la segunda carrera de la temporada, y después le siguen una gira por la Costa Oeste de los Estados Unidos.
- La carrera de primavera en el Bristol, a menudo afectada por el mal tiempo meteorológico, se mueve para mediados de abril. Esto creó una "gira por la costa oeste", empezando en la tercera fecha en Las Vegas, y luego la serie visitará Phoenix y Fontana, consecutivamente.
- La Coke Zero 400 cambió de fecha; ahora se disputará a la noche del domingo.
- La carrera de Kentucky se pasó para el 11 de julio, y después se presenta la segunda semana libre de la temporada el 21 de junio, una semana antes comparado con temporada anteriores.
- Se agregó una tercera semana libre, entre la segunda carrera de Bristol el 22 de agosto y las 500 Millas Sureñas en Darlington.
- Las fechas de la Caza por la Copa de Charlotte y Kansas intercambian fechas, siendo Charlotte la cuarta carrera de dicha fase, y la quinta Kansas.

| N.º              | Carrera                           | Circuito                                      | Fecha            | TV    |
| ---------------- | --------------------------------- | --------------------------------------------- | ---------------- | ----- |
|                  | Sprint Unlimited                  | Daytona International Speedway, Daytona Beach | 14 de febrero    | Fox   |
|                  | Budweiser Duels                   | Daytona International Speedway, Daytona Beach | 19 de febrero    | FS1   |
| 1                | Daytona 500                       | Daytona International Speedway, Daytona Beach | 22 de febrero    | Fox   |
| 2                | Folds of Honor QuikTrip 500       | Atlanta Motor Speedway, Hampton               | 1 de marzo       | Fox   |
| 3                | Kobalt 400                        | Las Vegas Motor Speedway, Las Vegas           | 8 de marzo       | Fox   |
| 4                | CampingWorld.com 500              | Phoenix International Raceway, Avondale       | 15 de marzo      | Fox   |
| 5                | Auto Club 400                     | Auto Club Speedway, Fontana                   | 22 de marzo      | Fox   |
| 6                | STP 500                           | Martinsville Speedway, Ridgeway               | 29 de marzo      | Fox   |
| 7                | Duck Commander 500                | Texas Motor Speedway, Fort Worth              | 11 de abril      | Fox   |
| 8                | Food City 500                     | Bristol Motor Speedway, Bristol               | 19 de abril      | Fox   |
| 9                | Toyota Owners 400                 | Richmond International Raceway, Richmond      | 25 de abril      | FS1   |
| 10               | GEICO 500                         | Talladega Superspeedway, Lincoln              | 3 de mayo        | Fox   |
| 11               | SpongeBob SquarePants 400         | Kansas Speedway, Kansas City                  | 9 de mayo        | FS1   |
|                  | NASCAR Sprint All-Star Race       | Charlotte Motor Speedway, Concord             | 16 de mayo       | FS1   |
| 12               | Coca-Cola 600                     | Charlotte Motor Speedway, Concord             | 24 de mayo       | Fox   |
| 13               | Dover 400                         | Dover International Speedway, Dover           | 31 de mayo       | FS1   |
| 14               | Pocono 400                        | Pocono Raceway, Long Pond                     | 7 de junio       | FS1   |
| 15               | Quicken Loans 400                 | Michigan International Speedway, Brooklyn     | 14 de junio      | FS1   |
| 16               | Toyota/Save Mart 350              | Sonoma Raceway, Sonoma                        | 28 de junio      | FS1   |
| 17               | Coke Zero 400                     | Daytona International Speedway, Daytona Beach | 5 de julio       | NBC   |
| 18               | Quaker State 400                  | Kentucky Speedway, Sparta                     | 11 de julio      | NBCSN |
| 19               | 5-Hour Energy 301                 | New Hampshire Motor Speedway, Loudon          | 19 de julio      | NBCSN |
| 20               | Crown Royal 400 at the Brickyard  | Indianapolis Motor Speedway, Speedway         | 26 de julio      | NBCSN |
| 21               | Pennsylvania 400                  | Pocono Raceway, Long Pond                     | 2 de agosto      | NBCSN |
| 22               | Cheez-It 355 at The Glen          | Watkins Glen International, Watkins Glen      | 9 de agosto      | NBCSN |
| 23               | Pure Michigan 400                 | Michigan International Speedway, Brooklyn     | 16 de agosto     | NBCSN |
| 24               | Irwin Tools Night Race            | Bristol Motor Speedway, Bristol               | 22 de agosto     | NBCSN |
| 25               | Bojangles' Southern 500           | Darlington Raceway, Darlington                | 6 de septiembre  | NBC   |
| 26               | Federated Auto Parts 400          | Richmond International Raceway, Richmond      | 12 de septiembre | NBCSN |
| Caza por la Copa |                                   |                                               |                  |       |
| Ronda Challenger |                                   |                                               |                  |       |
| 27               | MyAFibStory.com 400               | Chicagoland Speedway, Joliet                  | 20 de septiembre | NBCSN |
| 28               | Sylvania 300                      | New Hampshire Motor Speedway, Loudon          | 27 de septiembre | NBCSN |
| 29               | AAA 400                           | Dover International Speedway, Dover           | 4 de octubre     | NBCSN |
| Ronda Contender  |                                   |                                               |                  |       |
| 30               | Bank of America 500               | Charlotte Motor Speedway, Concord             | 10 de octubre    | NBC   |
| 31               | Hollywood Casino 400              | Kansas Speedway, Kansas City                  | 18 de octubre    | NBC   |
| 32               | GEICO 500                         | Talladega Superspeedway, Lincoln              | 25 de octubre    | NBCSN |
| Ronda Eliminator |                                   |                                               |                  |       |
| 33               | Goody's Fast Pain Relief 500      | Martinsville Speedway, Ridgeway               | 1 de noviembre   | NBCSN |
| 34               | AAA Texas 500                     | Texas Motor Speedway, Fort Worth              | 8 de noviembre   | NBC   |
| 35               | Quicken Loans Race for Heroes 500 | Phoenix International Raceway, Avondale       | 15 de noviembre  | NBC   |
| Championship     |                                   |                                               |                  |       |
| 36               | Ford EcoBoost 400                 | Homestead-Miami Speedway, Homestead           | 22 de noviembre  | NBC   |

## Resultados

### Carreras
| N.º              | Carrera                               | Pole position       | Piloto con más vueltas lideradas | Piloto ganador      | Marca ganadora |
| ---------------- | ------------------------------------- | ------------------- | -------------------------------- | ------------------- | -------------- |
|                  | Sprint Unlimited at Daytona           | Paul Menard         | Martin Truex Jr.                 | Matt Kenseth        | Toyota         |
|                  | Budweiser Duel 1                      | Jeff Gordon         | Matt Kenseth                     | Dale Earnhardt Jr.  | Chevrolet      |
|                  | Budweiser Duel 2                      | Jimmie Johnson      | Jimmie Johnson                   | Jimmie Johnson      | Chevrolet      |
| 1                | 500 Millas de Daytona                 | Jeff Gordon         | Jeff Gordon                      | Joey Logano         | Ford           |
| 2                | Folds of Honor QuikTrip 500           | Joey Logano         | Kevin Harvick                    | Jimmie Johnson      | Chevrolet      |
| 3                | Kobalt 400                            | Jeff Gordon         | Kevin Harvick                    | Kevin Harvick       | Chevrolet      |
| 4                | CampingWorld.com 500                  | Kevin Harvick       | Kevin Harvick                    | Kevin Harvick       | Chevrolet      |
| 5                | Auto Club 400                         | Kurt Busch          | Kurt Busch                       | Brad Keselowski     | Ford           |
| 6                | STP 500                               | Joey Logano         | Kevin Harvick                    | Denny Hamlin        | Toyota         |
| 7                | Duck Commander 500                    | Kurt Busch          | Jimmie Johnson                   | Jimmie Johnson      | Chevrolet      |
| 8                | Food City 500                         | Matt Kenseth        | Kevin Harvick                    | Matt Kenseth        | Toyota         |
| 9                | Toyota Owners 400                     | Joey Logano         | Kurt Busch                       | Kurt Busch          | Chevrolet      |
| 10               | GEICO 500                             | Jeff Gordon         | Dale Earnhardt Jr.               | Dale Earnhardt Jr.  | Chevrolet      |
| 11               | SpongeBob SquarePants 400             | Joey Logano         | Martin Truex Jr.                 | Jimmie Johnson      | Chevrolet      |
|                  | Carrera de las Estrellas de la NASCAR | Denny Hamlin        | Brad Keselowski                  | Denny Hamlin        | Toyota         |
| 12               | Coca-Cola 600                         | Matt Kenseth        | Martin Truex Jr.                 | Carl Edwards        | Toyota         |
| 13               | FedEx 400                             | Denny Hamlin        | Martin Truex Jr.                 | Jimmie Johnson      | Chevrolet      |
| 14               | Axalta "We Paint Winners" 400         | Kurt Busch          | Martin Truex Jr.                 | Martin Truex Jr.    | Chevrolet      |
| 15               | Quicken Loans 400                     | Kasey Kahne         | Kevin Harvick                    | Kurt Busch          | Chevrolet      |
| 16               | Toyota/Save Mart 350                  | A. J. Allmendinger  | Jimmie Johnson                   | Kyle Busch          | Toyota         |
| 17               | Coke Zero 400                         | Dale Earnhardt, Jr. | Dale Earnhardt, Jr.              | Dale Earnhardt, Jr. | Chevrolet      |
| 18               | Quaker State 400                      | Kyle Larson         | Kyle Busch                       | Kyle Busch          | Toyota         |
| 19               | 5-hour Energy 301                     | Carl Edwards        | Brad Keselowski                  | Kyle Busch          | Toyota         |
| 20               | Brickyard 400                         | Carl Edwards        | Kevin Harvick                    | Kyle Busch          | Toyota         |
| 21               | Windows 10 400                        | Kyle Busch          | Joey Logano                      | Matt Kenseth        | Toyota         |
| 22               | Cheez-It 355 at The Glen              | A. J. Allmendinger  | Kevin Harvick                    | Joey Logano         | Ford           |
| 23               | Pure Michigan 400                     | Matt Kenseth        | Matt Kenseth                     | Matt Kenseth        | Toyota         |
| 24               | Irwin Tools Night Race                | Denny Hamlin        | Kyle Busch                       | Joey Logano         | Ford           |
| 25               | Bojangles' Southern 500               | Brad Keselowski     | Brad Keselowski                  | Carl Edwards        | Toyota         |
| 26               | Federated Auto Parts 400              | Joey Logano         | Matt Kenseth                     | Matt Kenseth        | Toyota         |
| Caza por la Copa |                                       |                     |                                  |                     |                |
| Ronda Challenger |                                       |                     |                                  |                     |                |
| 27               | myAFibRisk.com 400                    | Kevin Harvick       | Kyle Busch                       | Denny Hamlin        | Toyota         |
| 28               | Sylvania 300                          | Carl Edwards        | Kevin Harvick                    | Matt Kenseth        | Toyota         |
| 29               | AAA 400                               | Matt Kenseth        | Kevin Harvick                    | Kevin Harvick       | Chevrolet      |
| Ronda Contender  |                                       |                     |                                  |                     |                |
| 30               | Bank of America 500                   | Matt Kenseth        | Joey Logano                      | Joey Logano         | Ford           |
| 31               | Hollywood Casino 400                  | Brad Keselowski     | Matt Kenseth                     | Joey Logano         | Ford           |
| 32               | CampingWorld.com 500                  | Jeff Gordon         | Dale Earnhardt, Jr.              | Joey Logano         | Ford           |
| Ronda Eliminator |                                       |                     |                                  |                     |                |
| 33               | Goody's Headache Relief Shot 500      | Joey Logano         | Joey Logano                      | Jeff Gordon         | Chevrolet      |
| 34               | AAA Texas 500                         | Brad Keselowski     | Brad Keselowski                  | Jimmie Johnson      | Chevrolet      |
| 35               | Quicken Loans Race for Heroes 500     | Jimmie Johnson      | Kevin Harvick                    | Dale Earnhardt Jr.  | Chevrolet      |
| Ronda Final      |                                       |                     |                                  |                     |                |
| 36               | Ford EcoBoost 400                     | Denny Hamlin        | Brad Keselowski                  | Kyle Busch          | Toyota         |

### Campeonato de pilotos
. – Eliminado después de la Ronda Challenger
. – Eliminado después de la Ronda Contender
. – Eliminado después de la Ronda Eliminator
| Pos. | Pilotos              | DAY | ATL | LVS | PHO | CAL | MAR | TEX | BRI | RCH | TAL | KAN | CLT | DOV | POC | MCH | SON | DAY | KEN | NHA | IND | POC | GLN | MCH | BRI | DAR | RCH |     | CHI | NHA | DOV | CLT | KAN | TAL | MAR | TEX | PHO | HOM  | Pts |
| --- | -------------------- | --- | --- | --- | --- | --- | --- | --- | --- | --- | --- | --- | --- | --- | --- | --- | --- | --- | --- | --- | --- | --- | --- | --- | --- | --- | --- | --- | --- | --- | --- | --- | --- | --- | --- | --- | --- | ---- | --- |
| 1 | Kyle Busch           | INQ | INJ | INJ | INJ | INJ | INJ | INJ | INJ | INJ | INJ | INJ | 11  | 36  | 9   | 43  | 1   | 17  | 1*  | 1   | 1   | 21  | 2   | 11  | 8*  | 7   | 2   | 9*  | 37  | 2   | 20  | 5   | 11  | 5   | 4   | 4   | 1   | 5043 |     |
| 2 | Kevin Harvick        | 2   | 2*  | 1*  | 1*  | 2   | 8*  | 2   | 38* | 2   | 8   | 2   | 9   | 2   | 2   | 29* | 4   | 4   | 8   | 3   | 3*  | 42  | 3*  | 2   | 2   | 5   | 14  | 42  | 21* | 1*  | 2   | 16  | 15  | 8   | 3   | 2*  | 2   | 5042 |     |
| 3 | Jeff Gordon          | 33* | 41  | 18  | 9   | 10  | 9   | 7   | 3   | 8   | 31  | 4   | 15  | 10  | 14  | 21  | 16  | 6   | 7   | 9   | 42  | 3   | 41  | 17  | 20  | 16  | 7   | 14  | 7   | 12  | 8   | 10  | 3   | 1   | 9   | 6   | 6   | 5038 |     |
| 4 | Martin Truex Jr.     | 8   | 6   | 2   | 7   | 8   | 6   | 9   | 29  | 10  | 5   | 9*  | 5*  | 6*  | 1*  | 3   | 42  | 38  | 17  | 12  | 4   | 19  | 25  | 3   | 28  | 9   | 32  | 13  | 8   | 11  | 3   | 15  | 7   | 6   | 8   | 14  | 12  | 5032 |     |
| Corte de la Caza por la Copa |                      |     |     |     |     |     |     |     |     |     |     |     |     |     |     |     |     |     |     |     |     |     |     |     |     |     |     |     |     |     |     |     |     |     |     |     |     |      |     |
| Pos. | Piloto               | DAY | ATL | LVS | PHO | CAL | MAR | TEX | BRI | RCH | TAL | KAN | CLT | DOV | POC | MCH | SON | DAY | KEN | NHA | IND | POC | GLN | MCH | BRI | DAR | RCH |     | CHI | NHA | DOV | CLT | KAN | TAL | MAR | TEX | PHO | HOM  | Pts |
| 5 | Carl Edwards         | 23  | 12  | 42  | 13  | 13  | 17  | 10  | 24  | 19  | 32  | 20  | 1   | 19  | 15  | 12  | 40  | 41  | 4   | 7   | 13  | 10  | 8   | 6   | 7   | 1   | 11  | 2   | 5   | 15  | 6   | 8   | 5   | 14  | 5   | 12  | 11  | 2368 |     |
| 6 | Joey Logano          | 1   | 4   | 10  | 8   | 7   | 3   | 4   | 40  | 5   | 33  | 5   | 13  | 11  | 4   | 5   | 5   | 22  | 2   | 4   | 2   | 20* | 1   | 7   | 1   | 4   | 3   | 6   | 3   | 10  | 1*  | 1   | 1   | 37* | 40  | 3   | 4   | 2360 |     |
| 7 | Brad Keselowski      | 41  | 9   | 7   | 6   | 1   | 2   | 5   | 35  | 17  | 22  | 7   | 7   | 12  | 17  | 6   | 19  | 29  | 6   | 2*  | 10  | 2   | 7   | 9   | 6   | 2*  | 8   | 8   | 12  | 16  | 9   | 9   | 4   | 32  | 2*  | 9   | 3*  | 2347 |     |
| 8 | Kurt Busch           | QL  | EX  | EX  | 5   | 3*  | 14  | 14  | 15  | 1*  | 12  | 8   | 10  | 31  | 5   | 1   | 2   | 5   | 10  | 10  | 8   | 37  | 5   | 20  | 14  | 6   | 15  | 3   | 19  | 17  | 5   | 6   | 10  | 34  | 7   | 7   | 8   | 2333 |     |
| 9 | Denny Hamlin         | 4   | 38  | 5   | 23  | 28  | 1   | 11  | 261 | 22  | 9   | 41  | 8   | 21  | 10  | 11  | 18  | 3   | 3   | 14  | 5   | 22  | 27  | 5   | 3   | 3   | 6   | 1   | 2   | 18  | 4   | 2   | 37  | 3   | 38  | 8   | 10  | 2327 |     |
| 10 | Jimmie Johnson       | 5   | 1   | 41  | 11  | 9   | 35  | 1*  | 2   | 3   | 2   | 1   | 40  | 1   | 3   | 19  | 6*  | 2   | 9   | 22  | 15  | 6   | 10  | 39  | 4   | 19  | 9   | 11  | 6   | 41  | 39  | 3   | 18  | 12  | 1   | 5   | 9   | 2315 |     |
| 11 | Ryan Newman          | 38  | 10  | 3   | 3   | 5   | 27  | 12  | 5   | 11  | 7   | 10  | 6   | 18  | 39  | 18  | 9   | 8   | 20  | 11  | 11  | 23  | 15  | 8   | 10  | 13  | 20  | 4   | 10  | 19  | 15  | 11  | 12  | 7   | 22  | 11  | 16  | 2314 |     |
| 12 | Dale Earnhardt Jr.   | 3   | 3   | 4   | 43  | 6   | 36  | 3   | 16  | 14  | 1*  | 3   | 3   | 14  | 11  | 2   | 7   | 1*  | 21  | 5   | 22  | 4   | 11  | 10  | 9   | 8   | 5   | 12  | 25  | 3   | 28  | 21  | 2*  | 4   | 6   | 1   | 40  | 2310 |     |
| 13 | Jamie McMurray       | 27  | 40  | 11  | 2   | 21  | 10  | 6   | 14  | 4   | 11  | 13  | 19  | 7   | 7   | 7   | 11  | 15  | 14  | 26  | 16  | 15  | 40  | 16  | 11  | 14  | 13  | 16  | 14  | 4   | 12  | 24  | 39  | 2   | 10  | 15  | 13  | 2295 |     |
| 14 | Paul Menard          | 25  | 13  | 12  | 14  | 4   | 23  | 41  | 11  | 15  | 3   | 18  | 14  | 8   | 31  | 8   | 13  | 16  | 15  | 25  | 14  | 11  | 13  | 12  | 24  | 26  | 26  | 17  | 15  | 25  | 36  | 19  | 6   | 15  | 13  | 13  | 21  | 2262 |     |
| 15 | Matt Kenseth         | 35  | 5   | 9   | 16  | 31  | 4   | 23  | 1   | 7   | 25  | 6   | 4   | 39  | 6   | 4   | 21  | 23  | 5   | 6   | 7   | 1   | 4   | 1*  | 42  | 21  | 1*  | 5   | 1   | 7   | 42  | 14* | 26  | 38  | EX  | EX  | 7   | 2234 |     |
| 16 | Clint Bowyer         | 7   | 24  | 21  | 24  | 30  | 13  | 22  | 12  | 9   | 30  | 21  | 20  | 9   | 22  | 10  | 3   | 10  | 19  | 34  | 6   | 8   | 6   | 41  | 5   | 17  | 10  | 19  | 26  | 14  | 11  | 40  | 8   | 43  | 15  | 23  | 43  | 2175 |     |
| 17 | Aric Almirola        | 15  | 11  | 26  | 19  | 11  | 12  | 19  | 13  | 20  | 15  | 11  | 17  | 5   | 43  | 22  | 14  | 34  | 12  | 15  | 38  | 18  | 16  | 14  | 17  | 11  | 4   | 10  | 43  | 5   | 10  | 24  | 16  | 16  | 18  | 10  | 41  | 940  |     |
| 18 | Kasey Kahne          | 9   | 14  | 17  | 4   | 17  | 11  | 8   | 37  | 6   | 34  | 17  | 12  | 4   | 13  | 15  | 8   | 32  | 27  | 19  | 24  | 43  | 42  | 15  | 16  | 12  | 18  | 24  | 9   | 6   | 43  | 4   | 19  | 9   | 20  | 26  | 19  | 939  |     |
| 19 | Kyle Larson          | 34  | 26  | 8   | 10  | 26  | INQ | 25  | 7   | 12  | 42  | 15  | 25  | 3   | 8   | 17  | 15  | 39  | 35  | 31  | 9   | 12  | 12  | 13  | 41  | 10  | 12  | 7   | 17  | 9   | 21  | 29  | 24  | 19  | 37  | 21  | 5   | 872  |     |
| 20 | Greg Biffle          | 10  | 25  | 14  | 27  | 32  | 19  | 17  | 30  | 21  | 37  | 12  | 2   | 17  | 12  | 36  | 27  | 20  | 16  | 27  | 19  | 5   | 14  | 23  | 25  | 18  | 31  | 21  | 4   | 13  | 24  | 17  | 20  | 26  | 19  | 25  | 15  | 869  |     |
| 21 | Austin Dillon        | 14  | 39  | 20  | 15  | 16  | 41  | 20  | 10  | 27  | 35  | 22  | 16  | 33  | 19  | 20  | 17  | 7   | 25  | 8   | 25  | 13  | 36  | 4   | 13  | 22  | 27  | 43  | 22  | 23  | 7   | 41  | 14  | 18  | 11  | 20  | 14  | 832  |     |
| 22 | A. J. Allmendinger   | 20  | 7   | 6   | 17  | 34  | 43  | 21  | 34  | 13  | 17  | 14  | 29  | 24  | 38  | 23  | 37  | 21  | 26  | 13  | 23  | 7   | 24  | 28  | 26  | 23  | 24  | 36  | 23  | 30  | 16  | 27  | 36  | 11  | 17  | 24  | 20  | 758  |     |
| 23 | Casey Mears          | 6   | 15  | 25  | 20  | 23  | 15  | 27  | 36  | 30  | 28  | 19  | 23  | 27  | 16  | 13  | 38  | 11  | 23  | 16  | 20  | 28  | 18  | 42  | 23  | 29  | 21  | 20  | 18  | 24  | 18  | 23  | 31  | 17  | 26  | 22  | 42  | 754  |     |
| 24 | Danica Patrick       | 21  | 16  | 27  | 26  | 19  | 7   | 16  | 9   | 25  | 21  | 27  | 22  | 15  | 37  | 16  | 24  | 35  | 34  | 24  | 27  | 16  | 17  | 25  | 27  | 42  | 19  | 26  | 40  | 21  | 19  | 22  | 27  | 40  | 16  | 16  | 24  | 716  |     |
| 25 | Ricky Stenhouse Jr.  | 29  | 36  | 29  | 12  | 15  | 40  | 15  | 4   | 28  | 26  | 24  | 37  | 37  | 42  | 25  | 20  | 19  | 11  | 17  | 35  | 41  | 34  | 26  | 21  | 38  | 16  | 18  | 13  | 8   | 13  | 13  | 9   | 39  | 21  | 41  | 22  | 712  |     |
| 26 | Sam Hornish Jr.      | 12  | 21  | 24  | 40  | 43  | 32  | 26  | 19  | 35  | 6   | 16  | 24  | 22  | 41  | 26  | 10  | 30  | 22  | 29  | 17  | 39  | 9   | 18  | 18  | 28  | 28  | 30  | 20  | 20  | 17  | 28  | 17  | 28  | 24  | 31  | 25  | 709  |     |
| 27 | David Ragan          | 17  | 18  | 22  | 21  | 18  | 5   | 13  | 41  | 23  | 38  | 33  | 41  | 13  | 23  | 35  | 39  | 12  | 18  | 18  | 21  | 17  | 23  | 18  | 40  | 40  | 17  | 15  | 41  | 22  | 37  | 25  | 30  | 25  | 23  | 18  | 27  | 701  |     |
| 28 | Tony Stewart         | 42  | 30  | 33  | 39  | 14  | 20  | 24  | 6   | 41  | 19  | 39  | 21  | 16  | 21  | 28  | 12  | 14  | 33  | 20  | 28  | 9   | 43  | 21  | 19  | 15  | 29  | 25  | 11  | 26  | 26  | 35  | 25  | 10  | 42  | 27  | 29  | 695  |     |
| 29 | Trevor Bayne         | 30  | 19  | 28  | 28  | 29  | 18  | 18  | 28  | 24  | 41  | 31  | 27  | 43  | 24  | 9   | 23  | 9   | 13  | 32  | 40  | 40  | 22  | 22  | 15  | 35  | 23  | 28  | 16  | 31  | 22  | 18  | 21  | 31  | 39  | 34  | 18  | 655  |     |
| 30 | Justin Allgaier      | 37  | 20  | 31  | 18  | 12  | 42  | 39  | 8   | 18  | 23  | 30  | 43  | 42  | 20  | 27  | 35  | 18  | 24  | 40  | 37  | 24  | 19  | 29  | 12  | 33  | 25  | 23  | 39  | 27  | 40  | 26  | 42  | 13  | 28  | 17  | 36  | 588  |     |
| 31 | Cole Whitt           | 22  | 37  | 32  | 25  | 24  | 22  | 35  | 27  | 36  | 13  | 35  | 28  | 26  | 28  | 32  | 22  | 25  | 37  | 28  | 33  | 27  | 21  | 27  | 29  | 43  | 38  | 29  | 24  | 28  | 38  | 33  | 22  | 20  | 27  | 33  | 28  | 553  |     |
| 32 | David Gilliland      | 11  | 22  | 23  | 29  | 35  | 25  | 28  | 18  | 31  | 20  | 32  | 33  | 25  | 27  | 42  | 43  | 40  | 29  | 21  | 29  | 33  | 33  | 32  | 36  | 27  | 33  | 32  | 28  | 30  | 27  | 36  | 32  | 24  | 29  | 30  | 32  | 533  |     |
| 33 | Alex Bowman          | DNQ | 23  | 43  | 30  | 33  | 37  | 33  | 20  | 32  | 16  | 43  | 26  | 20  | 26  | 41  | 31  | 24  | 31  | 42  | 43  | 25  | 29  | 31  | 32  | 24  | 37  | 37  | 42  | 32  | 32  | 31  | 33  | 22  | 41  | 38  | 26  | 437  |     |
| 34 | Brett Moffitt (R)    |     | 8   | 37  | 32  | 22  | 28  | 29  | 17  | 29  |     | 34  | 31  | 28  | 30  | 33  |     | 27  | 32  | 33  | 34  | 31  |     | 34  | 30  | 36  | 35  | 31  | 27  | 42  | 30  | 32  |     | 35  | 30  | 36  | 31  | 422  |     |
| 35 | Matt DiBenedetto (R) |     | DNQ | DNQ | 35  | 42  | 31  | 34  | 21  | 37  | 18  | 25  | 34  | 32  | 32  | 39  | 29  | 26  | 42  | 35  | 32  | 29  | 26  | 30  | 33  | 25  | 36  | 39  | 30  | 34  | 29  | 30  | 40  | 30  | 35  | 28  | 37  | 399  |     |
| 36 | Michael Annett       | 13  | 29  | 39  | 42  | 38  | 39  | 40  | 23  | 33  | 29  | 23  | 32  | 41  | 34  | 30  | 33  | 37  | 30  | 36  | 30  | 26  | 31  | 35  | 43  | 39  | 43  | 34  | 29  | 37  | 25  | 34  | DNQ | 23  | 31  | 32  | 30  | 398  |     |
| 37 | Josh Wise            | DNQ | 32  | 34  | 36  | 36  | 30  | 38  | 39  | 42  | 10  | 28  | 35  | 40  | 29  | 34  | 28  | 31  | 43  |     | DNQ |     |     | 37  | 35  | DNQ | DNQ | 33  | 31  | 36  | DNQ |     | 29  |     |     |     | 39  | 254  |     |
| 38 | Jeb Burton (R)       | DNQ | 35  | 40  | 34  | 39  | 29  | DNQ | 42  | 38  | DNQ | 42  | DNQ | 30  | 33  | 37  | 32  | 36  | 41  | 41  | DNQ | 35  | 39  | 33  | DNQ | 31  | 39  | 38  | 33  | 43  | 41  | 37  | DNQ | 27  | 32  | 39  | DNQ | 216  |     |
| 39 | Michael McDowell     | 31  | 27  | 30  |     |     |     | 31  | 22  |     | DNQ | 36  | 30  |     |     |     | 34  | DNQ | DNQ |     | 31  |     | 20  |     | 31  |     | 42  | DNQ |     |     | 31  |     | 28  |     | 34  |     | 33  | 213  |     |
| 40 | Alex Kennedy (R)     |     |     |     | 38  |     | 33  | 37  | 33  | 39  |     |     | 36  |     |     |     | 25  |     | 40  |     |     | 38  | 28  |     |     |     |     |     |     | 38  | 34  |     |     | 33  |     |     |     | 120  |     |
| 41 | Reed Sorenson        | 32  | DNQ | DNQ |     | DNQ |     |     |     | 34  |     |     |     |     |     |     |     |     | 36  | DNQ | DNQ | 34  |     | DNQ | DNQ |     | 41  | 40  |     | 33  | 35  | 38  |     |     | DNQ |     | DNQ | 74   |     |
| 42 | Bobby Labonte        | 24  |     |     |     |     |     |     |     |     | 27  |     |     |     |     |     |     | 43  |     |     |     |     |     |     |     |     |     |     |     |     |     |     | 23  |     |     |     |     | 60   |     |
| 43 | Michael Waltrip      | 26  |     |     |     |     |     |     |     |     | 36  |     |     |     |     |     |     |     |     |     |     |     |     |     |     |     |     |     |     |     |     |     | 13  |     |     |     |     | 58   |     |
| 44 | Ryan Preece          |     |     |     |     |     |     |     |     |     |     |     |     |     |     |     |     |     |     |     |     |     |     |     |     |     |     |     | 32  |     |     |     |     | 42  | 36  | 37  | 38  | 35   |     |
| 45 | Brian Vickers        |     |     | 15  | 41  |     |     |     |     |     |     |     |     |     |     |     |     |     |     |     |     |     |     |     |     |     |     |     |     |     |     |     |     |     |     |     |     | 32   |     |
| 46 | Will Kimmel          |     |     |     |     |     |     |     |     |     |     |     |     |     |     |     |     |     | 38  |     |     |     |     |     |     |     |     |     |     |     |     | 39  |     |     |     |     |     | 11   |     |
| 47 | Mike Wallace         | 36  | DNQ | DNQ |     |     |     |     |     |     |     |     |     |     |     |     |     |     |     |     |     |     |     |     |     |     |     |     |     |     |     |     |     |     |     |     |     | 8    |     |
| 48 | T. J. Bell           |     |     |     |     |     |     |     |     |     |     |     |     |     |     |     |     |     |     |     |     |     | DNQ |     |     | 37  |     |     |     |     |     |     |     |     |     |     |     | 7    |     |
| 49 | Eddie MacDonald      |     |     |     |     |     |     |     |     |     |     |     |     |     |     |     |     |     |     | 37  |     |     |     |     |     |     |     |     |     |     |     |     |     |     |     |     |     | 7    |     |
| 50 | Kyle Fowler          |     |     |     |     |     |     |     |     |     |     |     |     |     |     |     |     |     |     |     |     |     |     |     |     |     |     |     |     |     |     |     |     | 41  |     |     |     | 3    |     |
| 51 | Ron Hornaday Jr.     | DNQ | 42  |     |     |     | DNQ |     | DNQ |     |     |     |     |     |     |     |     |     |     |     |     |     |     |     |     |     |     |     |     |     |     |     |     |     |     |     |     | 2    |     |
| | Tanner Berryhill (R) |     |     |     | DNQ |     |     |     |     |     |     |     |     |     |     |     |     |     |     |     |     |     |     |     |     |     |     |     |     |     |     |     |     |     |     |     |     |      |     |
| Pilotos que no suman por los puntos en el campeonato |                      |     |     |     |     |     |     |     |     |     |     |     |     |     |     |     |     |     |     |     |     |     |     |     |     |     |     |     |     |     |     |     |     |     |     |     |     |      |     |
| Pos. | Piloto               | DAY | ATL | LVS | PHO | CAL | MAR | TEX | BRI | RCH | TAL | KAN | CLT | DOV | POC | MCH | SON | DAY | KEN | NHA | IND | POC | GLN | MCH | BRI | DAR | RCH |     | CHI | NHA | DOV | CLT | KAN | TAL | MAR | TEX | PHO | HOM  | Pts |
| | Ryan Blaney          | 39  |     | 19  |     |     |     | 42  |     |     | 4   |     | 42  |     |     | 24  |     | DNQ | DNQ | 23  | 12  |     |     | 24  | 22  | 30  |     | DNQ |     |     | 14  | 7   | 43  |     | 43  |     | 17  |      |     |
| | Brian Scott          | DNQ | QL  | 13  |     | 27  |     |     |     |     | 43  |     |     | 38  |     |     |     | 42  |     |     | 36  |     |     |     |     |     | 22  | 22  |     |     |     | 12  |     |     | 14  |     |     |      |     |
| | Erik Jones           |     |     |     |     |     |     |     |     |     |     | 40  |     |     |     |     |     |     |     |     |     |     |     |     |     |     |     |     |     |     |     |     |     |     | 12  | 19  |     |      |     |
| | Landon Cassill       | 43  | 43  | 35  | 22  | 25  | 21  | 32  | 43  | 26  | 39  | 29  | 39  | 23  | 25  | 31  | 36  | 13  | 28  | 30  | 26  | 14  | 35  | 36  | 38  | 20  | 30  | 27  | 38  | 40  | 23  | 43  | 34  | 21  | 25  | 35  | 35  |      |     |
| | Ty Dillon            | 28  |     |     |     |     |     |     |     |     |     | 26  |     |     | 18  | 14  |     |     |     |     |     |     |     |     |     |     |     |     |     |     |     |     |     |     |     |     | 23  |      |     |
| | J. J. Yeley          | 40  | 34  | 36  | 31  | 37  | 26  | 43  | 32  | QL  | 14  | 37  | 38  | 29  | 36  | 38  | 41  | 33  | 39  | 43  | 39  | 30  | 30  | 38  | 34  | 34  | 34  | 35  |     | 35  | 33  | 42  | 38  | 29  | 33  | 29  | 34  |      |     |
| | Regan Smith          | 16  | 17  | 16  |     |     | 16  |     |     |     |     |     |     |     |     |     |     |     |     |     |     |     |     |     |     |     |     |     |     |     |     |     |     |     |     |     |     |      |     |
| | Chase Elliott        |     |     |     |     |     | 38  |     |     | 16  |     |     | 18  |     |     |     |     |     |     |     | 18  |     |     |     |     | 41  |     |     |     |     |     |     |     |     |     |     |     |      |     |
| | Matt Crafton         | 18  |     |     |     |     |     |     |     |     |     |     |     |     |     |     |     |     |     |     |     |     |     |     |     |     |     |     |     |     |     |     |     |     |     |     |     |      |     |
| | Johnny Sauter        | 19  |     |     |     |     |     |     |     |     |     |     |     |     |     |     |     |     |     |     |     |     |     |     |     |     |     |     |     |     |     |     |     |     |     |     |     |      |     |
| | Chris Buescher       |     |     |     |     | 20  | 24  | 30  | 25  |     | 24  |     |     |     |     |     |     |     |     |     |     |     | 37  |     |     |     |     |     |     |     |     |     |     |     |     |     |     |      |     |
| | Boris Said           |     |     |     |     |     |     |     |     |     |     |     |     |     |     |     | 26  |     |     |     |     |     | 32  |     |     |     |     |     |     |     |     |     |     |     |     |     |     |      |     |
| | Brendan Gaughan      |     | 28  | 38  | 37  | 41  | DNQ | DNQ | DNQ | DNQ | 40  | DNQ | DNQ | 34  | 40  | DNQ | DNQ | 28  |     |     |     |     |     |     |     |     |     |     |     |     |     |     |     |     |     |     |     |      |     |
| | Justin Marks         | DNQ |     |     |     |     |     |     |     |     |     |     |     |     |     |     | 30  |     |     |     |     |     |     |     |     |     |     |     |     |     |     |     |     |     |     |     |     |      |     |
| | Mike Bliss           |     | 31  | DNQ | 33  | 40  | 34  | 36  | 31  |     |     |     | DNQ |     |     | 40  |     |     |     |     |     |     |     |     | 37  | 32  |     |     |     |     |     |     |     |     |     |     |     |      |     |
| | Travis Kvapil        |     |     | DNQ | DNQ | DNQ |     |     |     |     |     |     | DNQ | DNQ | 35  |     |     |     | DNQ |     |     | 32  |     | 40  | DNQ | DNQ |     | DNQ | DNQ |     |     |     | 35  |     |     |     |     |      |     |
| | Joe Nemechek         |     | 33  |     |     |     |     |     |     |     |     |     |     |     |     |     |     |     |     |     |     |     |     |     |     |     |     |     |     |     |     |     |     |     |     |     |     |      |     |
| | B. J. McLeod         |     |     |     |     |     |     |     |     |     |     |     |     |     |     |     |     |     |     |     |     |     |     |     |     |     |     |     | 34  |     |     |     |     |     |     |     |     |      |     |
| | Joey Gase            |     |     |     |     |     |     |     |     | 43  |     | 38  |     | 35  |     |     |     |     |     |     |     |     |     |     |     |     |     |     |     |     |     |     |     |     | DNQ | 42  |     |      |     |
| | Jeffrey Earnhardt    |     |     |     |     |     |     |     |     |     |     |     |     |     |     |     |     |     |     |     |     |     |     |     |     |     | 40  |     | 35  |     |     |     |     |     |     |     |     |      |     |
| | Timmy Hill           |     |     |     |     |     |     |     |     |     |     |     |     |     |     |     |     |     |     | 38  | 41  | 36  | 38  | 43  | 39  | DNQ | DNQ | 41  | 36  | 39  | DNQ | DNQ | 41  | 36  |     | 43  |     |      |     |
| | Derek White          |     |     |     |     |     |     |     |     |     |     |     |     |     |     |     |     |     |     | 39  |     |     |     |     |     |     |     |     |     |     |     |     |     |     |     |     |     |      |     |
| | Jeff Green           |     |     |     |     |     |     |     |     | 40  |     |     | DNQ | DNQ |     |     |     |     |     |     |     |     |     |     |     |     |     |     |     |     |     |     |     |     |     |     |     |      |     |
| | Ryan Ellis           |     |     |     |     |     |     |     |     |     |     |     |     |     |     |     |     |     |     |     |     |     |     |     |     |     |     |     |     |     |     |     |     |     |     | 40  |     |      |     |
| Pos. | Pilotos              | DAY | ATL | LVS | PHO | CAL | MAR | TEX | BRI | RCH | TAL | KAN | CLT | DOV | POC | MCH | SON | DAY | KEN | NHA | IND | POC | GLN | MCH | BRI | DAR | RCH | CHI | NHA | DOV | CLT | KAN | TAL | MAR | TEX | PHO | HOM | Pts  |     |
| 1 Debido a espasmos en el cuello, Denny Hamlin no puedo completar 500 vueltas, durante la primera bandera roja él salió de su auto y fue reemplazado por Erik Jones. Como Jones finalizado 26º en la carrera, Hamlin quedó oficialmente ubicado 26.º. |                      |     |     |     |     |     |     |     |     |     |     |     |     |     |     |     |     |     |     |     |     |     |     |     |     |     |     |     |     |     |     |     |     |     |     |     |     |      |     |

| Referencias \| Color \| Resultado(s) \| \| Oro \| Ganador \| \| Plata \| 2.º-5.º lugar \| \| Bronce \| 6.º-10.º puesto \| \| Verde \| 11.º-20.º lugar \| \| Azul \| Finalizó 21 o peor \| \| Violeta \| No terminó la carrera \| \| Negro \| Descalificado (DSQ) \| \| Rosa \| No se clasificó (DNQ) \| \| Marrón \| Retiro (Wth) \| \| Blanco \| Clasificó para otro piloto(QL) \| \| Blanco \| Clasificó pero fue reemplazado por lesión (INQ) \| \| Sin color \| No participó (DNP) \| \| Sin color \| Lesionado (INJ) \| \| Sin color \| Excluido (EX) \| Negrita – Pole position obtenida por tiempos. Cursiva – Pole position obtenida por los resultados en la última práctica, o por la posición en el campeonato de propietarios del año pasado. * – Piloto que más vueltas lideró. |                                                 |
| Color | Resultado(s)                                    |
| Oro | Ganador                                         |
| Plata | 2.º-5.º lugar                                   |
| Bronce | 6.º-10.º puesto                                 |
| Verde | 11.º-20.º lugar                                 |
| Azul | Finalizó 21 o peor                              |
| Violeta | No terminó la carrera                           |
| Negro | Descalificado (DSQ)                             |
| Rosa | No se clasificó (DNQ)                           |
| Marrón | Retiro (Wth)                                    |
| Blanco | Clasificó para otro piloto(QL)                  |
| Blanco | Clasificó pero fue reemplazado por lesión (INQ) |
| Sin color | No participó (DNP)                              |
| Sin color | Lesionado (INJ)                                 |
| Sin color | Excluido (EX)                                   |

| Color     | Resultado(s)                                    |
| Oro       | Ganador                                         |
| Plata     | 2.º-5.º lugar                                   |
| Bronce    | 6.º-10.º puesto                                 |
| Verde     | 11.º-20.º lugar                                 |
| Azul      | Finalizó 21 o peor                              |
| Violeta   | No terminó la carrera                           |
| Negro     | Descalificado (DSQ)                             |
| Rosa      | No se clasificó (DNQ)                           |
| Marrón    | Retiro (Wth)                                    |
| Blanco    | Clasificó para otro piloto(QL)                  |
| Blanco    | Clasificó pero fue reemplazado por lesión (INQ) |
| Sin color | No participó (DNP)                              |
| Sin color | Lesionado (INJ)                                 |
| Sin color | Excluido (EX)                                   |

### Campeonato de marcas
| Pos | Marca     | Triunfos | Puntos |
| --- | --------- | -------- | ------ |
| 1   | Chevrolet | 15       | 1584   |
| 2   | Toyota    | 14       | 1516   |
| 3   | Ford      | 7        | 1498   |